# Liste der Naturdenkmale in Wilsecker
Die Liste der Naturdenkmale in Wilsecker nennt die im Gemeindegebiet von Wilsecker ausgewiesenen Naturdenkmale (Stand 13. April 2024).

## Naturdenkmale
| Nr.         | Bezeichnung     | Lage                                        | Beschreibung | Bild            |
| ----------- | --------------- | ------------------------------------------- | ------------ | --------------- |
| ND-7232-486 | Wilsecker Linde | nordöstlich des Ortes; Flur In Kuhnert Lage | Tilia sp.    | Fotos hochladen |